# ماريفا غالانتر
ماريفا غالانتر (بالفرنسية: Mareva Galanter)‏ (ولدت في 4 فبراير 1979 في بابيتي، تاهيتي، بولينيزيا الفرنسية) ممثلة فرنسية وملكة جمال سابقة.

## روابط خارجية
- ماريفا غالانتر على موقع IMDb (الإنجليزية)
- ماريفا غالانتر على موقع ألو سيني (الفرنسية)
- ماريفا غالانتر على موقع ميوزك برينز (الإنجليزية)
- ماريفا غالانتر على موقع أول موفي (الإنجليزية)
- ماريفا غالانتر على موقع ديسكوغز (الإنجليزية)
- ماريفا غالانتر على موقع قاعدة بيانات الفيلم (الإنجليزية)
- ماريفا غالانتر على موقع كينوبويسك (الروسية)

- الموقع الرسمي (الفرنسية)